# 联邦国家纪念堂
联邦廳国家纪念堂（Federal Hall National Memorial）位于美国纽约市华尔街26号，為建于1842年的原海关大楼，坐落於前联邦厅（Federal Hall）原址。联邦厅建于1700年，初为纽约市政厅，后来作为美国獨立後邦聯議會及国会大厦。1789年3月4日，第一届国会在此召开。1789年4月30日，乔治·华盛顿在此就任第一任美国总统。美国权利法案也是在此制定。國會於1790年遷至費城後，联邦厅于1812年拆除，1842年改建為海關大樓。1955年建築物指定為國家紀念館，由美國國家公園管理局管理。

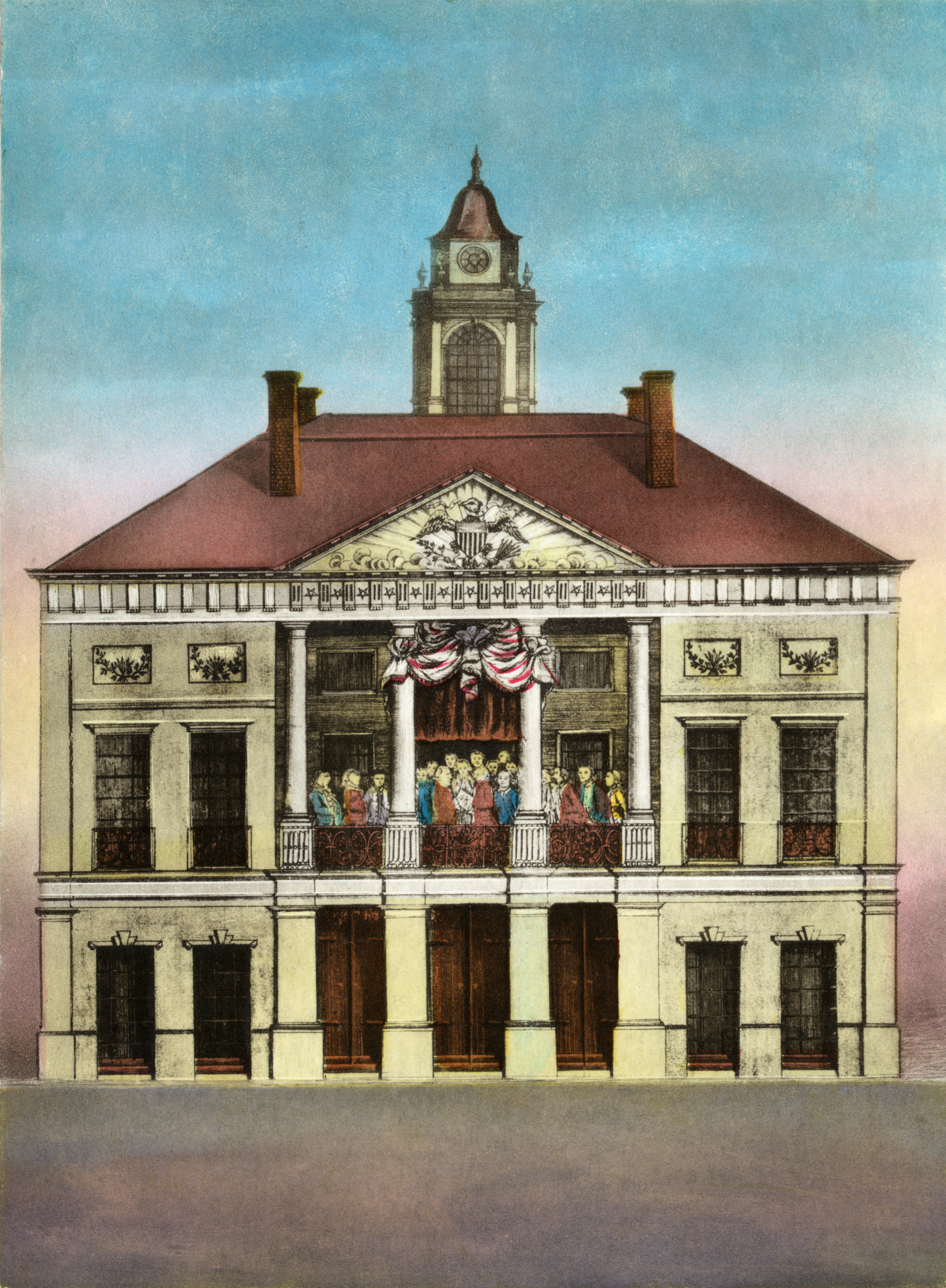
1790年原联邦厅的繪圖
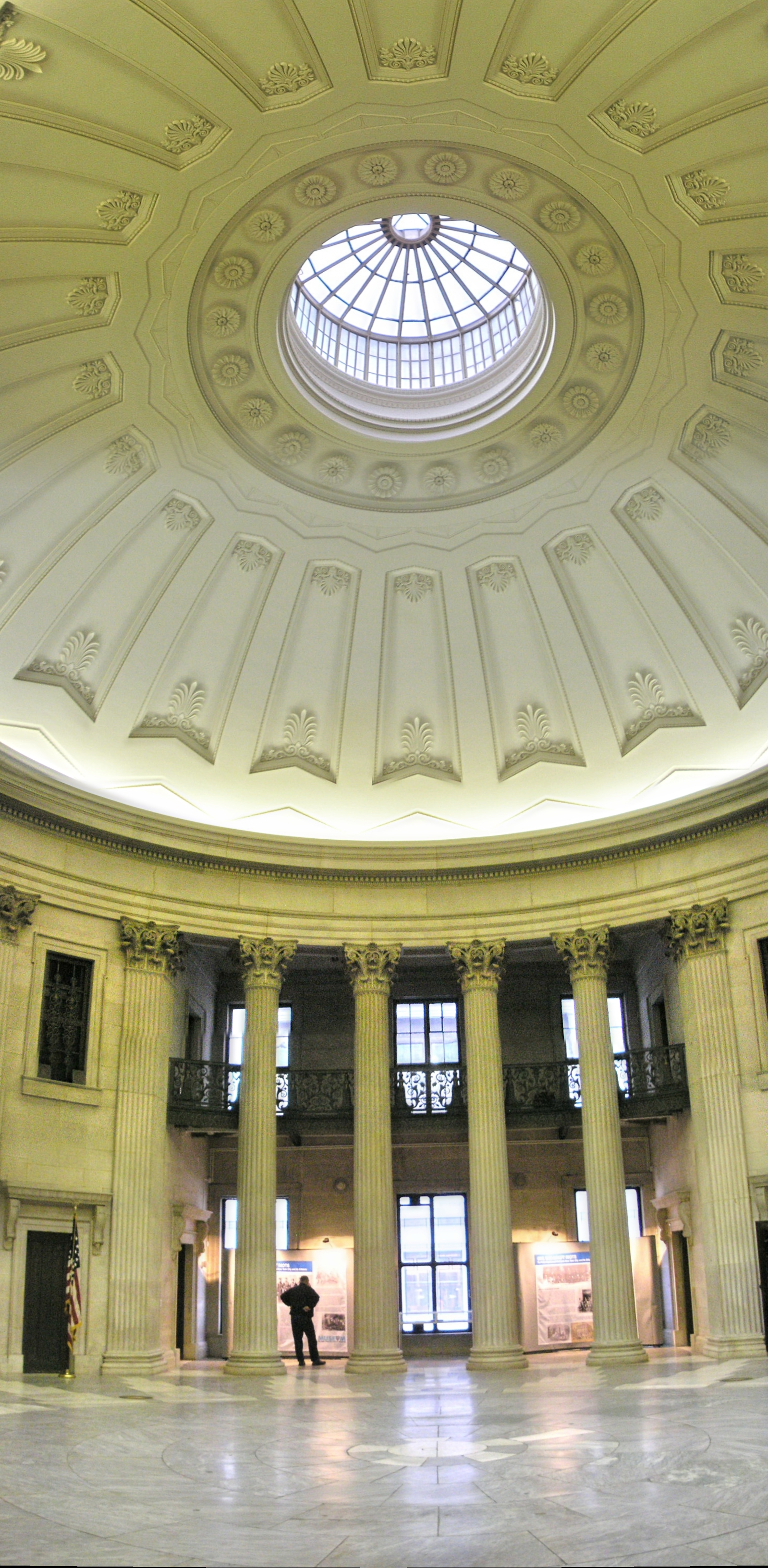
紀念堂大廳
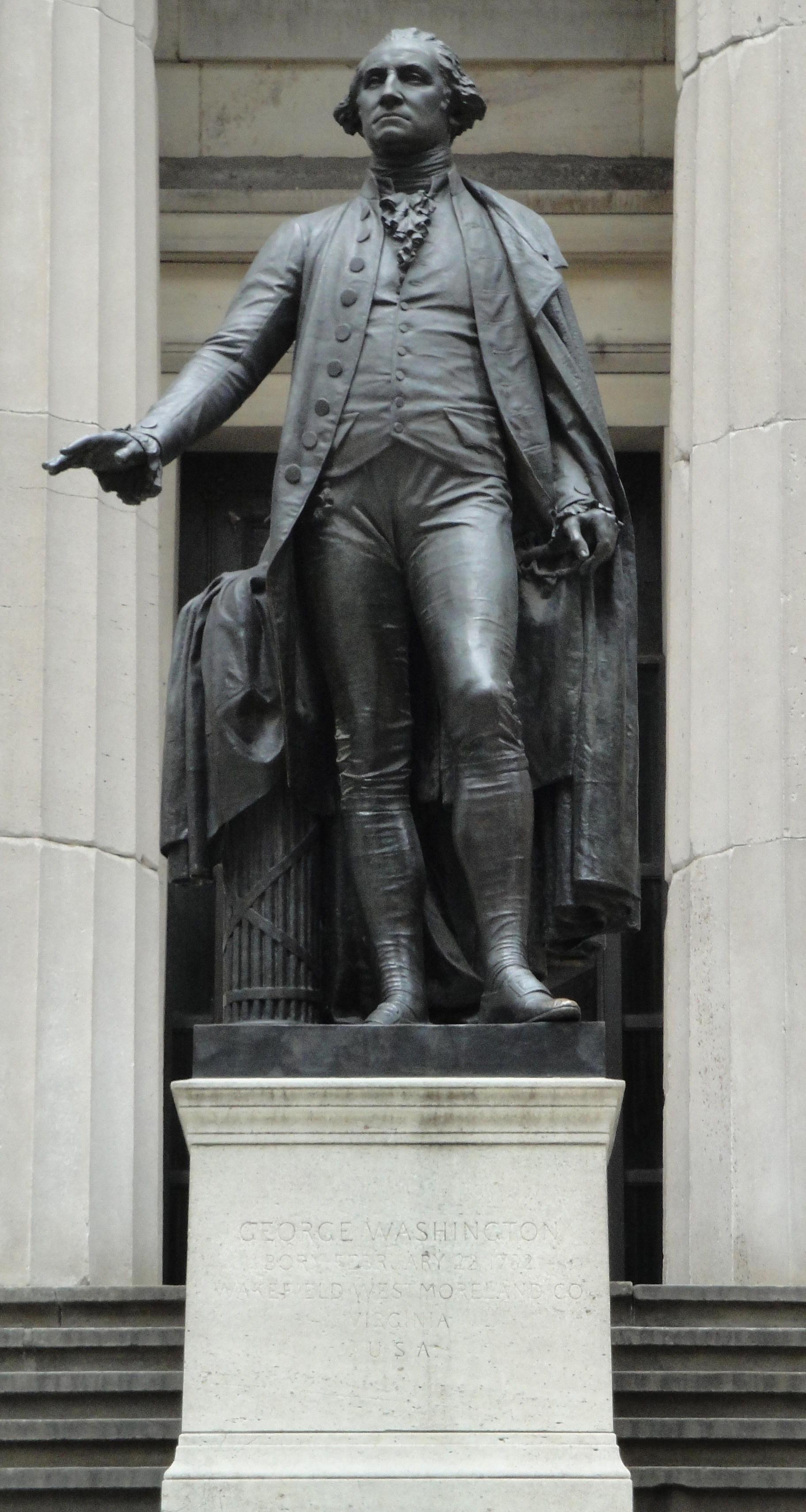
紀念堂前華盛頓雕像
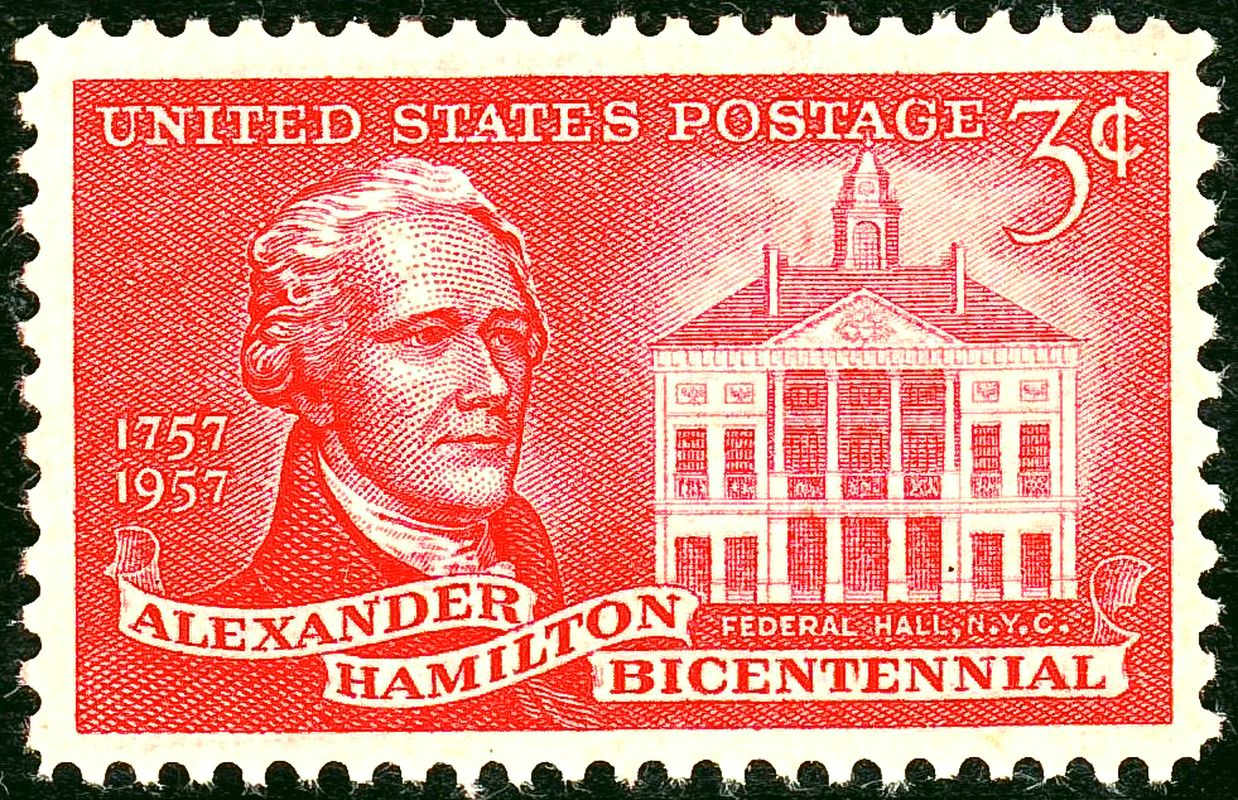
1957年郵票以原聯邦廳為圖